# Yasmin Farah Hassan
Yasmin Farah Hassan (arabisch ياسمين فرح حسن; geb. 22. September 1993 in Dschibuti) ist eine dschibutische Tischtennisspielerin.
Im Alter von 18 Jahren trat sie bei den Olympischen Sommerspielen 2012 in London an. Yasmin Farah Hassan erreichte in den 70 Matches 32 Punkte und damit Platz 65. Bei den Abschlussfeierlichkeiten war sie Fahnenträgerin.